# هانيس وولف
هانيس وولف (بالألمانية: Hannes Wolf)‏ (15 أبريل 1981 ببوخوم في ألمانيا - ) هو مدرب كرة قدم ولاعب كرة قدم ألماني في مركزي الهجوم ومهاجم ‏.

## وصلات خارجية
- هانيس وولف على موقع قاعدة بيانات كرة القدم.إي يو (الإنجليزية)
- هانيس وولف على موقع Soccerway.com (الإنجليزية)
- هانيس وولف على موقع عالم كرة القدم.نت (الإنجليزية)